# Kapela Krista Kralja mučenika

Kapela Krista Kralja mučenika nalazi se na Memorijalnom groblju žrtava Domovinskog rata u Vukovaru.
Izgrađena je kao spomen na žrtve agresije na grad Vukovar i Republiku Hrvatsku. Projekt je nastao zajedničkom inicijativom potpredsjednika Vlade i ministra hrvatskih branitelja Tome Medveda te bivšeg vukovarskog župnika fra Ivice Jagodića.
Arhitektonsko rješenje projektirao je Bogomir Hrnčić, a likovni i liturgijski dizajn izradio je akademski kipar Petar Dolić. Radovi su započeli u svibnju 2023. godine, a završeni su početkom jeseni 2024. Blagoslov kapelice i prvu misu predvodio je đakovačko-osječki nadbiskup Đuro Hranić 17. studenoga 2024. Ceremoniji je prisustvovala i Klapa HRM Sveti Juraj.

## Arhitektonske i umjetničke karakteristike
Kapelica je opremljena brojnim simboličnim elementima:
- Brončani oltar i ambon u obliku pješčanog sata
- Svetohranište izrađeno od lijevane bronce u obliku kruha s križem
- Staklena vrata i nadsvjetla koji simboliziraju rijeke krvi
- Dvokrilne vratnice obložene patiniranim bakrom
- Masivni križ od slavonske hrastovine s likom Krista

Kapelica se nalazi na Memorijalnom groblju gdje je 1998. godine otkrivena najveća masovna grobnica s posmrtnim ostacima 938 žrtava. Na groblju se nalazi 938 bijelih križeva, svaki posvećen jednoj žrtvi Domovinskog rata.